# Argyrolobium crotalarioides
Argyrolobium crotalarioides är en ärtväxtart som beskrevs av Hippolyte François Jaubert och Édouard Spach. Argyrolobium crotalarioides ingår i släktet Argyrolobium och familjen ärtväxter. Inga underarter finns listade i Catalogue of Life.